# Rolling Stone – 500 nejlepších alb všech dob
Rolling Stone – 500 nejlepších alb všech dob je kniha z roku 2003. Jedná se o projekt amerického hudebního časopisu Rolling Stone, kdy byl za účasti kritiků a předních hudebních hvězd sestaven žebříček 500 nejlepších hudebních alb v historii populární hudby.

## 100 nejlepších
1. The Beatles – Sgt. Pepper's Lonely Hearts Club Band (1967)
2. The Beach Boys – Pet Sounds (1966)
3. The Beatles – Revolver (1966)
4. Bob Dylan – Highway 61 Revisited (1965)
5. The Beatles – Rubber Soul (1965)
6. Marvin Gaye – What's Going On (1971)
7. The Rolling Stones – Exile on Main St. (1972)
8. The Clash – London Calling (1979)
9. Bob Dylan – Blonde on Blonde (1966)
10. The Beatles – White Album (1968)
11. Elvis Presley – The Sun Sessions (vydáno 1976)
12. Miles Davis – Kind of Blue (1959)
13. The Velvet Underground – The Velvet Underground & Nico (1967)
14. The Beatles – Abbey Road (1969)
15. The Jimi Hendrix Experience – Are You Experienced? (1967)
16. Bob Dylan – Blood on the Tracks (1975)
17. Nirvana – Nevermind (1991)
18. Bruce Springsteen – Born to Run (1975)
19. Van Morrison – Astral Weeks (1968)
20. Michael Jackson – Thriller (1982)
21. Chuck Berry – The Great Twenty-Eight (1982)
22. Robert Johnson – The Complete Recordings (1990)
23. John Lennon – Plastic Ono Band (1970)
24. Stevie Wonder – Innervisions (1973)
25. James Brown – Live at the Apollo (1963)
26. Fleetwood Mac – Rumours (1977)
27. U2 – The Joshua Tree (1987)
28. The Who – Who's Next (1971)
29. Led Zeppelin – Led Zeppelin (1969)
30. Joni Mitchell – Blue (1971)
31. Bob Dylan – Bringing It All Back Home (1965)
32. The Rolling Stones – Let It Bleed (1969)
33. Ramones – Ramones (1976)
34. The Band – Music from Big Pink (1968)
35. David Bowie – The Rise and Fall of Ziggy Stardust and the Spiders from Mars (1972)
36. Carole King – Tapestry (1971)
37. Eagles – Hotel California (1976)
38. Muddy Waters – Anthology (2001)
39. The Beatles – Please Please Me (1963)
40. Love – Forever Changes (1967)
41. Sex Pistols – Never Mind the Bollocks, Here's the Sex Pistols (1977)
42. The Doors – The Doors (1967)
43. Pink Floyd – The Dark Side of the Moon (1973)
44. Patti Smith – Horses (1975)
45. The Band – The Band (1969)
46. Bob Marley – Legend (1984)
47. John Coltrane – A Love Supreme (1964)
48. Public Enemy – It Takes a Nation of Millions to Hold Us Back (1988)
49. The Allman Brothers Band – At Fillmore East (1971)
50. Little Richard – Here's Little Richard (1957)
51. Simon & Garfunkel – Bridge over Troubled Water (1970)
52. Al Green – Greatest Hits (1975)
53. The Beatles – Meet The Beatles (1964)
54. Ray Charles – The Birth of Soul: The Complete Atlantic Recordings (1991)
55. The Jimi Hendrix Experience – Electric Ladyland (1968)
56. Elvis Presley – Elvis Presley (1956)
57. Stevie Wonder – Songs in the Key of Life (1974)
58. The Rolling Stones – Beggars Banquet (1968)
59. Creedence Clearwater Revival – Chronicle Vol. 1 (1976)
60. Captain Beefheart – Trout Mask Replica (1969)
61. Sly & the Family Stone – Greatest Hits (1970)
62. Guns N' Roses – Appetite for Destruction (1987)
63. U2 – Achtung Baby (1991)
64. The Rolling Stones – Sticky Fingers (1971)
65. Phil Spector – Back to Mono (1958-1969) (1991)
66. Van Morrison – Moondance (1970)
67. Radiohead – Kid A (2000)
68. Michael Jackson – Off the Wall (1979)
69. Led Zeppelin – Led Zeppelin IV (1971)
70. Billy Joel – The Stranger (1977)
71. Paul Simon – Graceland (1986)
72. Curtis Mayfield – Superfly (1972)
73. Led Zeppelin – Physical Graffiti (1975)
74. Neil Young – After the Gold Rush (1970)
75. James Brown – Star Time (1991)
76. Prince – Purple Rain (1984)
77. AC/DC – Back in Black (1980)
78. Otis Redding – Otis Blue (1965)
79. Led Zeppelin – Led Zeppelin II (1969)
80. John Lennon – Imagine (1973)
81. The Clash – The Clash (1977)
82. Neil Young – Harvest (1972)
83. The Jimi Hendrix Experience – Axis: Bold as Love (1967-UK, 1968-USA)
84. Aretha Franklin – I Never Loved a Man the Way I Loved You (1967)
85. Aretha Franklin – Lady Soul (1968)
86. Bruce Springsteen – Born in the U.S.A. (1982)
87. Pink Floyd – The Wall (1979)
88. Johnny Cash – At Folsom Prison (1968)
89. Dusty Springfield – Dusty in Memphis (1969)
90. Stevie Wonder – Talking Book (1972)
91. Elton John – Goodbye Yellow Brick Road (1973)
92. Buddy Holly – 20 Golden Greats (1978)
93. Prince – Sing 'o' the Times (1987)
94. Hank Williams – 40 Greatest Hits
95. Miles Davis – Bitches Brew (1978)
96. The Who – Tommy (1969)
97. Bob Dylan – The Freewheelin' Bob Dylan (1963)
98. Elvis Costello – This Year's Model (1978)
99. Sly & the Family Stone – There's a Riot Goin' On (1971)
100. The Zombies – Odyssey and Oracle (1969)